# Omloopsnelheid (economie)
De omloopsnelheid, of omzetsnelheid, geeft aan hoe efficiënt het bedrijfsvermogen wordt aangewend. Hoe hoger de omloopsnelheid hoe efficiënter het vermogen wordt aangewend. Een gedegen beleid verlaagt de vastleggingsduur van het geïnvesteerde vermogen en heeft een positieve uitwerking op de rentabiliteit van het vermogen.
De kengetallen met betrekking tot de omloopsnelheid kunnen volgens onderstaande (sub)categorieën nader worden opgesplitst voor een meer gedetailleerde analyse aangezien het (bedrijfs)vermogen is geïnvesteerd in diverse activa:
- vaste activa
  -  Immateriële vaste activa
  - materiële vaste activa
- vlottende activa
  - voorraden
  - debiteuren

De omlooptijd geeft de tijd aan die gemiddeld verstrijkt tussen het ontstaan van een schuld, voorraad etc. en de beëindiging daarvan. De relatie tussen de omzetsnelheid en de omlooptijd is als volgt:
{\displaystyle Omlooptijd~(in~dagen)~=~{\frac {1}{omloopsnelheid}}~*~365}
De omloopsnelheid van de vaste activa geeft de mate aan waarin met de ter beschikking staande vaste activa omzet wordt gegenereerd.

{\displaystyle Omloopsnelheid~van~vaste~activa={\frac {omzet}{vaste~activa}}}

De reciproke geeft de omlooptijd van vaste activa weer, uitgedrukt in dagen.
{\displaystyle Omlooptijd~van~vaste~activa=({\frac {vaste~activa}{omzet}})~*~365}